# Бінгамівський пластик

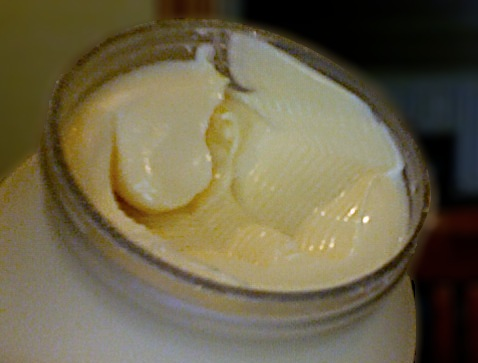
Майонез веде себе як бінгамівський пластик. Поверхня зберігає виступи та впадини, тому що пластик Бінгема імітує тверді тіла за низьких напружень зсуву

Бі́нгамівський пла́стик (пла́стик Бі́нгама) (англ. Bingham plastic) або бі́нгамівська рідина́ у реології та матеріалознавстві — в'язкопластичний матеріал, що поводиться як тверде тіло за низьких механічних напружень у ньому але тече як в'язкопластична рідина при високих напруженнях. Названо на честь Юджина Бінгама, який запропонував відповідну математичну модель поведінки такого матеріалу.
До бінгамівських рідин належать дрібнодисперсні суспензії, зокрема, глинисті і цементні промивні розчини, що застосовуються при бурінні нафтових та газових свердловин, масляні фарби, стічні грязі, мули, деякі пасти. Поширеним прикладом є зубна паста, яка не витікає з тюбика поки до нього не буде прикладене зусилля. При витисканні паста буде мати вигляд відносно цілісної пробки.

## Пояснення

Рисунок 1. Бінгамівська пластична течія як її описував сам Бінгам

Рисунок 1. Тут червоним кольором зображено графік поведінки звичайної в'язкої (або ньютонівської) рідини, наприклад у трубі. Якщо тиск на одному кінці труби збільшується, це створює напруження в рідині, яке прагне змусити її рухатися (називається напруження зсуву), і об'ємна витрата потоку збільшується пропорційно. Однак для рідини типу бінгамівського пластика (синій колір) можна прикласти напруження, але вона не буде витікати, поки не буде досягнуто його певного значення, границі плинності. За межами цієї точки швидкість потоку постійно зростає зі збільшенням напруження зсуву. Приблизно так Бінгем представив свої спостереження під час експериментального дослідження фарб. Ці властивості дозволяють пластику Бінгема мати текстуровану поверхню з вершинами та ребрами замість безвиразної поверхні, як ньютонівська рідина.

Рисунок 2. Поведінка бінгамівського пластика у сучасному розумінні

Рисунок 2 показує спосіб, у який бінгамівський пластик зазвичай описується зараз. На графіку показано напруження зсуву по вертикальній осі координат та швидкість зсуву (градієнт швидкості) по горизонтальній. (Об'ємна витрата потоку залежить від розміру труби, швидкість зсуву є мірою того, як швидкість змінюється з відстанню. Вона пропорційна до швидкості потоку, але не залежить від розміру труби.) Як і раніше, ньютонівська рідина тече і демонструє швидкість зсуву (градієнт швидкості) для будь-якого кінцевого значення напруження зсуву. Однак пластик Бінгема не показує жодної швидкості зсуву (немає потоку і, отже, немає швидкості), доки не буде досягнуто певного напруження. Для ньютонівської рідини нахил цієї лінії називається в'язкістю, що є єдиним параметром, необхідним для опису такого потоку. Навпаки, пластик Бінгема потребує двох параметрів: границі текучості і нахилу лінії, відомого як пластична в'язкість.
Фізична причина такої поведінки полягає в тому, що рідина містить частинки (такі як глина) або великі молекули (такі як полімери), які певним чином взаємодіють, створюючи слабку тверду структуру, раніше відому як несправжнє тіло , і для руйнування цієї структури потрібне певне напруження. Після руйнування структури частинки рухаються разом з рідиною під дією сил в'язкості. Якщо напруження зняти, частинки знову асоціюються.

## Визначення
Матеріал веде себе як пружне тіло для напружень зсуву {\displaystyle \tau }, менших за критичну величину {\displaystyle \tau _{0}}. Як тільки критичне напруження зсуву (або границя плинності) буде досягнута, матеріал тече так що швидкість зсуву (градієнт швидкості), {\displaystyle {\frac {\partial u}{\partial y}}} за визначенням в'язких властивостей для ньютонівських рідин, є прямо пропорційною до перевищення прикладеного дотичного напруження над границею плинності:
{\displaystyle {\frac {\partial u}{\partial y}}={\begin{cases}0,&\tau <\tau _{0}\\{\frac {\tau -\tau _{0}}{\mu _{\infty }}},&\tau \geq \tau _{0}\end{cases}}}

## Коефіцієнт гідравлічного тертя
При розрахунках потоків рідини основним завданням є обчислення перепаду тиску у визначеній мережі трубопроводів. Коли відомий коефіцієнт гідравлічного тертя, {\displaystyle \lambda }, стає легше вирішувати різні задачі розрахунку потоків у трубі, а саме. обчислювати падіння тиску для оцінки витрат на перекачування або визначення витрати в мережі трубопроводів для заданого перепаду тиску. Зазвичай надзвичайно важко отримати точне аналітичне рішення для розрахунку коефіцієнта гідравлічного тертя, пов'язаного з потоком неньютонівських рідин, тому для його розрахунку використовуються певні наближення. Після розрахунку коефіцієнта гідравлічного тертя перепад тиску можна легко визначити для даного потоку за допомогою формули Дарсі-Вейсбаха:
{\displaystyle \lambda ={2h_{\lambda }gD \over LV^{2}}}
де:{\displaystyle \lambda } — коефіцієнт гідравлічного тертя або коефіцієнт Дарсі (в одиницях SI: безрозмірнісна величина)
{\displaystyle h_{\lambda }} — втрата напору на тертя (в одиницях SI: м)
{\displaystyle g} — прискорення вільного падіння(в одиницях SI: м/с²)
{\displaystyle D} — діаметр труби (в одиницях SI: м)
{\displaystyle L} — довжина труби (в одиницях SI: м)
{\displaystyle V} — середня швидкість потоку рідини (в одиницях SI: м/с)

### Ламінарний потік
Точний опис втрат на тертя для пластику Бінгема в повністю розвиненому ламінарному потоці в трубі був вперше опублікований Букінгемом. Його вираз, що отримав назву «рівняння Букінгема–Райнера», можна записати у безрозмірнісній формі так:
{\displaystyle \lambda _{\text{L}}={64 \over \operatorname {Re} }\left[1+{\operatorname {He}  \over 6\operatorname {Re} }-{64 \over 3}\left({\operatorname {He} ^{4} \over \lambda _{\text{L}}^{3}\operatorname {Re} ^{7}}\right)\right]}
де:{\displaystyle \lambda _{\text{L}}} — коефіцієнт Дарсі для ламінарної течії (в одиницях SI: безрозмірнісна величина)
{\displaystyle \operatorname {Re} } — число Рейнольдса (в одиницях SI: безрозмірнісна величина)
{\displaystyle \operatorname {He} } — число Хедстрема (в одиницях SI: безрозмірнісна величина)
Число Рейнольдса і число Хедстрема відповідно визначаються як:
{\displaystyle \operatorname {Re} ={\rho VD \over \mu },} і
{\displaystyle \operatorname {He} ={\rho D^{2}\tau _{o} \over \mu ^{2}}}
де:{\displaystyle \rho } — густина рідини (в одиницях SI: кг/м3)
{\displaystyle \mu } — динамічна в'язкість рідини (в одиницях SI: кг/м с)
{\displaystyle \tau _{o}} — границя плинності рідини (в одиницях SI: Па)

### Турбулентний потік
Дарбі і Мелсон запропонували емпіричний вираз, який згодом був уточнений і записаний у вигляді:
{\displaystyle \lambda _{\text{T}}=4\times 10^{a}\operatorname {Re} ^{-0.193}},
де:{\displaystyle \lambda _{\text{T}}} — коефіцієнт Дарсі для турбулентного потоку (в одиницях SI: безрозмірнісна величина)
{\displaystyle a=-1.47\left[1+0.146e^{-2.9\times {10^{-5}}\operatorname {He} }\right]}
Примітка: Вираз Дарбі та Мелсона призначений для визначення коефіцієнта тертя Фаннінга, і його слід помножити на 4, щоб використовувати у рівняннях розрахунку втрат на тертя, поданих тут.

## Апроксимації рівняння Букінгема–Райнера
Хоча точний аналітичний розв'язок рівняння Букінгема–Райнера можна отримати, оскільки це поліноміальне рівняння четвертого порядку стосовно {\displaystyle \lambda }, через складність розв'язку воно рідко використовується. Тому дослідники намагалися розробити явні наближення для рівняння Букінгема–Райнера.

### Рівняння Свамі–Аггарвала
Рівняння Свамі–Аггарвала використовується для безпосереднього визначення коефіцієнта тертя Дарсі {\displaystyle \lambda } для ламінарного потоку пластичних рідин Бінгама. Це наближення неявного рівняння Букінгема–Райнера, але розбіжність із експериментальними даними знаходиться в межах точності даних.
Рівняння Свамі–Аггарвала задається формулою:
{\displaystyle \lambda _{L}={64 \over \mathrm {Re} }+{64 \over \mathrm {Re} }\left({\mathrm {He}  \over 6.2218\mathrm {Re} }\right)^{0.958}}

### Розв'язок Даніша-Кумара
М. Даніш із співавторами запропонували явну процедуру для обчислення коефіцієнта тертя {\displaystyle \lambda } за допомогою методу розкладу Адоміана. Коефіцієнт гідравлічного тертя, який складається з двох доданків за допомогою цього методу, подається як:
{\displaystyle f_{L}={\frac {K_{1}+{\dfrac {4K_{2}}{\left(K_{1}+{\frac {K_{1}K_{2}}{K_{1}^{4}+3K_{2}}}\right)^{3}}}}{1+{\dfrac {3K_{2}}{\left(K_{1}+{\frac {K_{1}K_{2}}{K_{1}^{4}+3K_{2}}}\right)^{4}}}}}}
де
{\displaystyle K_{1}={16 \over \mathrm {Re} }+{16\mathrm {He}  \over 6\mathrm {Re} ^{2}},}
і
{\displaystyle K_{2}=-{16\mathrm {He} ^{4} \over 3\mathrm {Re} ^{8}}.}

## Універсальне рівняння для коефіцієнта Дарсі для всіх режимів течії

### Рівняння Дарбі–Мелсона
У 1981 р. Дарбі і Мелсон, використовуючи підходи С. В. Черчилля і Черчілля та Усагі розробили вираз, щоб отримати єдине рівняння коефіцієнта гідравлічного тертя, дійсне для всіх режимів потоку:
{\displaystyle f=\left[{f_{\text{L}}}^{m}+{f_{\text{T}}}^{m}\right]^{\frac {1}{m}}}
де:
{\displaystyle m=1.7+{40000 \over \operatorname {Re} }}
Обидва рівняння Свамі–Аггарвала та рівняння Дарбі–Мелсона можна об'єднати, щоб отримати явне рівняння для визначення коефіцієнта тертя пластичних рідин Бінгама для будь-якого режиму течії. Відносна шорсткість не є параметром у жодному з рівнянь, оскільки коефіцієнт Дарсі для бінгамівських рідин не чутливий до шорсткості труби.